# Manchedevanahalli, Piriyapatna
Manchedevanahalli là một làng thuộc tehsil Piriyapatna, huyện Mysore, bang Karnataka, Ấn Độ.